# Manin
Manin település Franciaországban, Pas-de-Calais megyében. Lakosainak száma 182 fő (2022. január 1.). Manin Izel-lès-Hameau, Beaufort-Blavincourt, Givenchy-le-Noble, Lignereuil, Noyelle-Vion és Villers-Sir-Simon községekkel határos.

## Népesség
A település népességének változása:
| Lakosok száma | 196  | 193  | 190  | 185  | 184  | 182  | 181  | 181  | 182  |
|               | 2013 | 2015 | 2016 | 2017 | 2018 | 2019 | 2020 | 2021 | 2022 |